# Ulrike Frank

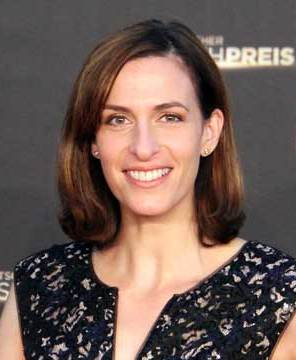
Ulrike Frank (2012)

Ulrike Frank (* 1. Februar 1969 in Stuttgart) ist eine deutsche Schauspielerin.

## Leben
Die ausgebildete Sängerin und Schauspielerin ist seit dem Jahr 2002 Darstellerin der täglichen RTL-Seifenoper Gute Zeiten, schlechte Zeiten in der Rolle der Katrin Flemming.
Ulrike Frank stammt aus einer Pfarrerfamilie und ist in Friolzheim aufgewachsen. Nach weiteren Umzügen nach Stuttgart und Schwäbisch Gmünd bekam sie noch vor Abschluss ihres Studiums an der Essener Folkwang Hochschule ihr erstes Engagement für das Essener Rock-Musical Jimmy Dean. Es folgten das Comedy-Musical Keep Cool von Marco Rima und die Western-Musical-Show Jeff.
1999 spielte sie die Rolle der transgeschlechtlichen Julia Breuer in der ProSieben-Serie Mallorca – Suche nach dem Paradies. Im Jahr 2000 hatte sie in Gute Zeiten, schlechte Zeiten und dem Spin-off Großstadtträume schon einmal eine Hauptrolle als Tina Zimmermann. Außerdem war sie Gastdarstellerin in der ebenfalls von RTL produzierten Fernsehserie Hinter Gittern – Der Frauenknast. 2005 spielte sie in der deutsch-schweizerischen Fernsehtheaterverfilmung Emilia die Rolle der Gräfin Orsina.
2005 war sie in den Theaterstücken Familienbande von Rolf Hochhuth und Picassos Frauen von Brian McAvera auf der Bühne zu sehen. Nacktaufnahmen von ihr waren in der Ausgabe vom Juni 2014 des deutschen Playboy zu sehen. 2019 nahm sie an der 12. Staffel der RTL-Tanzshow Let’s Dance teil und belegte dort den 9. Platz.
Seit 1999 ist sie mit dem Komponisten Marc Schubring verheiratet.

## Filmografie
- 1997: Parkhotel Stern (Fernsehserie, 1 Folge)
- 1998: Balko (Fernsehserie, 1 Folge)
- 1998: Verbotene Liebe (Fernsehserie, 2 Folgen)
- 1998: SK-Babies (Fernsehserie, 1 Folge)
- 1998: Zerschmetterte Träume
- 1999–2000: Mallorca – Suche nach dem Paradies (Fernsehserie, 197 Folgen)
- 2000, seit 2002: Gute Zeiten, schlechte Zeiten (Fernsehserie)
- 2000: Großstadtträume (TV-Miniserie)
- 2001: Kleiner Mann sucht großes Herz
- 2002: Hinter Gittern – Der Frauenknast (Fernsehserie, 5 Folgen)
- 2005: Emilia
- 2007: SOKO Wismar (Fernsehserie, 1 Folge)
- 2007: Der Mustervater 2 – Opa allein zu Haus
- 2008: Ein Fall für zwei (Fernsehserie, 1 Folge)
- 2008: Im Namen des Gesetzes (Fernsehserie, Folge: Tödlicher Einbruch)
- 2009: SOKO Leipzig (Fernsehserie, Folge: Ein neues Leben)
- 2009–2020: SOKO München (Fernsehserie, 2 Folgen, verschiedene Rollen)
- 2009: Mein Mann, seine Geliebte und ich
- 2010: Alles was zählt (Fernsehserie)
- 2016: Die Bürgschaft (Kurzfilm)
- 2018: Bettys Diagnose (Fernsehserie, 1 Folge)
- 2023: Leon – Kämpf um deine Liebe (TV-Miniserie)
- 2023: Rentnercops (Fernsehserie, 1 Folge)